# رز ابدو
رز ابدو (انگلیسی: Rose Abdoo؛ زادهٔ ۲۸ نوامبر ۱۹۶۲) یک هنرپیشه اهل ایالات متحده آمریکا است. وی از سال ۱۹۹۳ میلادی تاکنون مشغول فعالیت بوده است.
او در فیلم دوستی بازی کرده است.